# پتاشکووو (استان لهستان بزرگ‌تر)
پتاشکووو (به لهستانی:  Ptaszkowo) یک روستا در لهستان است که در گمینا گروجیسک ویلکوپولسکی واقع شده‌است. پتاشکووو ۸۲۲ نفر جمعیت دارد.